# Joppa thoracica
Joppa thoracica là một loài tò vò trong họ Ichneumonidae.